# 沼野玄昌
沼野 玄昌（ぬまのげんしょう、1836年4月または5月（天保7年3月） - 1877年11月21日）は、江戸時代末期（幕末）から明治時代初期にかけて、西洋医学や種痘法の日本での普及に努めた人物。
1877年（明治10年）に日本でコレラが流行してその対応に当たっていた際に、誤解を受けて殺害された。

## 来歴
江戸で旗本の萬年佐十郎の次男として生まれる。安政元年（1854年）に、母の実家である安房国長狭郡小湊村（現在の千葉県鴨川市）の医家・沼野家の養子となる。しかし、漢方医であった養父に反発して、、安政2年（1855年）から佐倉順天堂で西洋医学を学び、他の2人の門人と合わせて「同門の三羽烏」と称された。
元治元年（1864年）に郷里に戻り、開業医として活動する。
慶応3年（1867年）に幕府の医学所で種痘法の技術を身に付ける。
1876年（明治9年）の医学講習会で教材として使用した人骨が、墓地からの盗掘によるものであったため、議論を招いた。
1877年(明治10年）に千葉病院の傭医となる。同年にコレラが流行した際に、鴨川町で防疫活動（患者の隔離や石灰による消毒、病死者の解剖、死者の火葬など）をおこなっていたが、11月21日に流言飛語を信じた地元民に襲撃されて殺害された。住民の信じた飛語の内容としては「肝を取りに来た」「井戸に毒をまいている」といったものがあったとされる。
遺体は加茂川に投げ込まれたが、後に引き上げられて小湊の沼野家に埋葬された。

## 没後
玄昌を襲撃した地元民は裁判を受けて服役した。地元では7回忌に、加害者を含む住民の手で、遺体の発見現場近くの汐留松原に供養碑が建立された。また沼野家の菩提寺である妙蓮寺にも事跡を記した石碑がある。
死去から99年後の1976年には鴨川市に「百年忌記念行事実行委員会」が結成され、1977年に市内の汐留公園に「烈医沼野玄昌先生弔魂碑」が建立された。これは従来の供養碑が「凶刃に斃れた医術の大先覚終えんの地を記念するには余りにも粗末」として実施された。

## 関連作品
- 吉村昭「コロリ」（初出は『別冊文藝春秋』第127号（1974年）、『磔』（文春文庫）に所収